# Péaule
Péaule [peol] est une commune française, située dans le département du Morbihan en région Bretagne. La commune de Péaule fait partie du canton de Questembert et dépend de l'arrondissement de Vannes.

## Toponymie
Les sources écrites mentionnent les formes anciennes suivantes : « Plebe que dicitur Gablah » ; Plebs Gablah ; Plebs Gavele dans la charte CCLX du cartulaire de Redon 876 et 1008 ; Pleaule dans un acte du Chapitre de Vannes en 1387 ; Plœaule ou  Plaule dans le procès de canonisation de saint Vincent Ferrier en 1454 ; Plegauele, Pléausle en 1481 ; Ploeaulle en 1427 et en 1464 ; Peaulle en 1477 ; Pliaulle en 1536.
Pour Ernest Nègre, qui ne connaissait pas le breton, ce toponyme serait issu du vieux breton Ploiv-, Ploev- « église paroissiale » > toponymes en Pleu- / Plou- / Plé- / Plo-, etc. et du breton, gablau « fourche », Ce qui pourrait signifier « église paroissiale de la bifurcation ». Pour Bernard Tanguy, le toponyme est formé du vieux breton Ploiv- et de l'hydronyme Gavale que l'on retrouve sous les formes Stergavale et Stergaul dans les actes du Cartulaire de Redon.
Le nom de la localité en gallo est Pyaule.

## Géographie

### Localisation
Péaule est une petite commune de 2 516 habitants qui se situe au sud-est du Morbihan (Bretagne). Son territoire est bordé en grande partie à l'est par le cours de la Vilaine. Au XIVe siècle, les seigneurs de Rochefort tentent d'établir un passage entre le village de Port-er-Gerbes en Nivillac et Peaule mais ils se heurtent à l'opposition des moines de l'abbaye de Prières qui craignent la concurrence pour leurs propres péages. C'est à proximité de ce passage que le ruisseau de Trévelo se jette dans la Vilaine, il limite le territoire communal avec sa vallée en auge où il divague, bordé d'un escarpement qui crée des paysages pittoresques.
Communes les plus proches :
- Le Guerno (contigüe) ;
- Marzan (contigüe) ;
- Limerzel (contigüe);
- Caden (contigüe) ;
- Arzal à 10 km (11 min) ;
- La Roche-Bernard à 10 km (12 min) ;
- Muzillac à 10,3 km (10 min) ;
- Béganne (contigüe) ;
- Noyal-Muzillac à 11,5 km (12 min) ;
- Questembert à 12,3 km (13 min) ;
- Billiers à 13,1 km (14 min).

### Hydrographie
Pour un article plus général, voir Réseau hydrographique du Morbihan.
La commune est située dans le bassin Loire-Bretagne. Elle est drainée par la Vilaine, le Trévelo, le Mazan, l'Étang du Doyenné et divers autres petits cours d'eau,.
La Vilaine, d'une longueur de 218 km, prend sa source dans la commune de Juvigné et se jette  dans l'Océan Atlantique à Camoël, après avoir traversé 56 communes. 
Le Trévelo, d'une longueur de 20 km, prend sa source dans la commune de Questembert et se jette  dans la Vilaine à Nivillac, après avoir traversé six communes. 

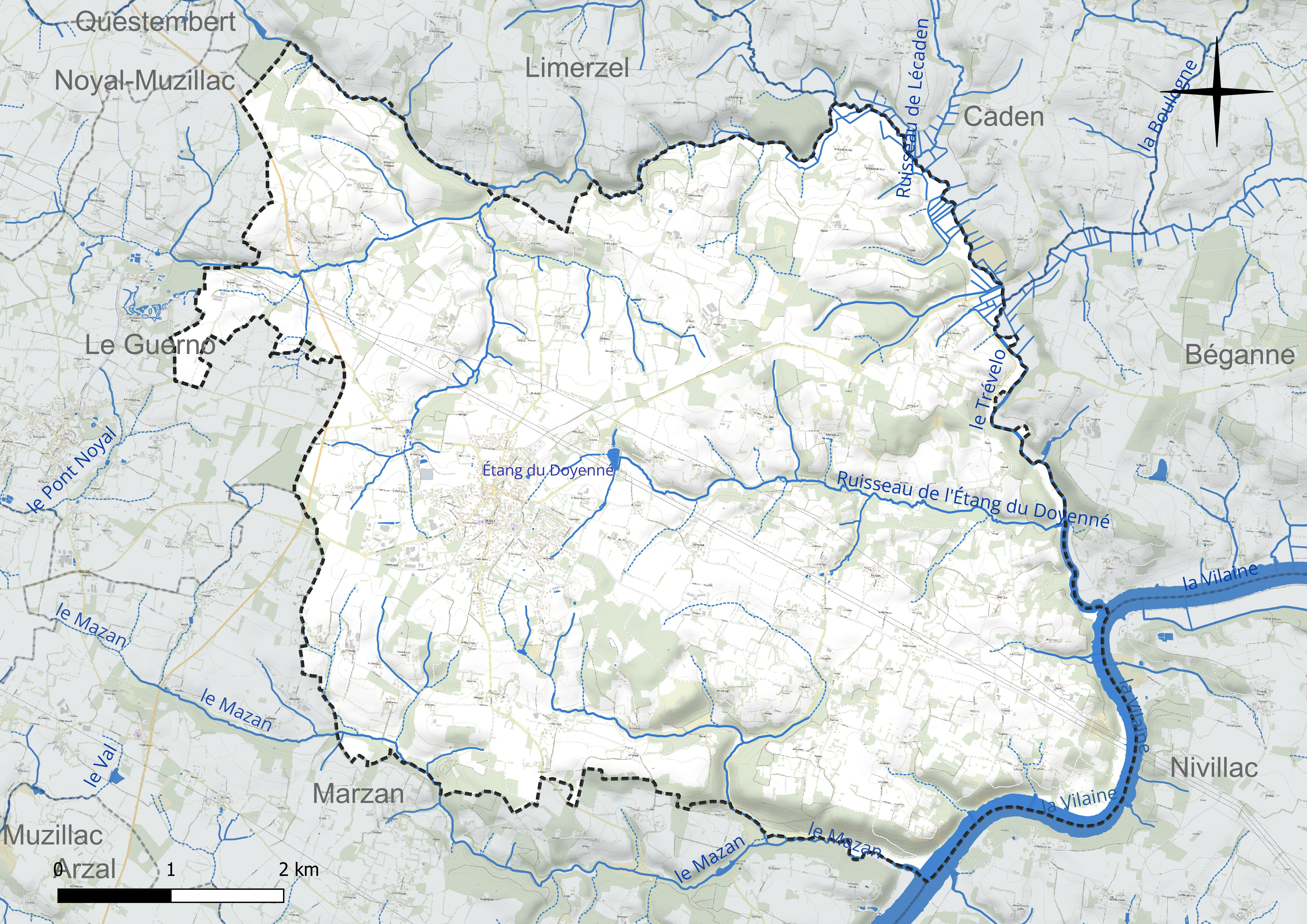
Réseau hydrographique de Péaule.

Deux plans d'eau complètent le réseau hydrographique : la retenue d'Arzal, d'une superficie totale de 383,2 ha (39,16 ha sur la commune) et l'étang du Doyenné (1,48 ha),.

### Climat
Pour des articles plus généraux, voir Climat de la Bretagne et Climat du Morbihan.
En 2010, le climat de la commune est de type climat océanique franc, selon une étude du CNRS s'appuyant sur une série de données couvrant la période 1971-2000. En 2020, Météo-France publie une typologie des climats de la France métropolitaine dans laquelle la commune est exposée à un climat océanique et est dans la région climatique  Bretagne orientale et méridionale, Pays nantais, Vendée, caractérisée par une faible pluviométrie en été et une bonne insolation. Parallèlement l'observatoire de l'environnement en Bretagne publie en 2020 un zonage climatique de la région Bretagne, s'appuyant sur des données de Météo-France de 2009. La commune est, selon ce zonage, dans la zone « Intérieur Est  », avec des hivers frais, des étés chauds et des pluies modérées.  
Pour la période 1971-2000, la température annuelle moyenne est de 11,7 °C, avec une amplitude thermique annuelle de 12,6 °C. Le cumul annuel moyen de précipitations est de 859 mm, avec 12,9 jours de précipitations en janvier et 6,6 jours en juillet. Pour la période 1991-2020, la température moyenne annuelle observée sur la station météorologique la plus proche, située sur la commune d'Arzal à 7 km à vol d'oiseau, est de 12,3 °C et le cumul annuel moyen de précipitations est de 887,0 mm,. Pour l'avenir, les paramètres climatiques de la commune estimés pour 2050 selon différents scénarios d’émission de gaz à effet de serre sont consultables sur un site dédié publié par Météo-France en novembre 2022.

## Urbanisme

### Typologie
Au 1er janvier 2024, Péaule est catégorisée bourg rural, selon la nouvelle grille communale de densité à sept niveaux définie par l'Insee en 2022.
Elle est située hors unité urbaine et hors attraction des villes,.

### Occupation des sols
L'occupation des sols de la commune, telle qu'elle ressort de la base de données européenne d’occupation biophysique des sols Corine Land Cover (CLC), est marquée par l'importance des territoires agricoles (75,2 % en 2018), une proportion sensiblement équivalente à celle de 1990 (75,8 %). La répartition détaillée en 2018 est la suivante : 
terres arables (31,5 %), zones agricoles hétérogènes (30,4 %), forêts (20,3 %), prairies (13,3 %), zones urbanisées (3,4 %), eaux continentales (1,1 %). L'évolution de l’occupation des sols de la commune et de ses infrastructures peut être observée sur les différentes représentations cartographiques du territoire : la carte de Cassini (XVIIIe siècle), la carte d'état-major (1820-1866) et les cartes ou photos aériennes de l'IGN pour la période actuelle (1950 à aujourd'hui).

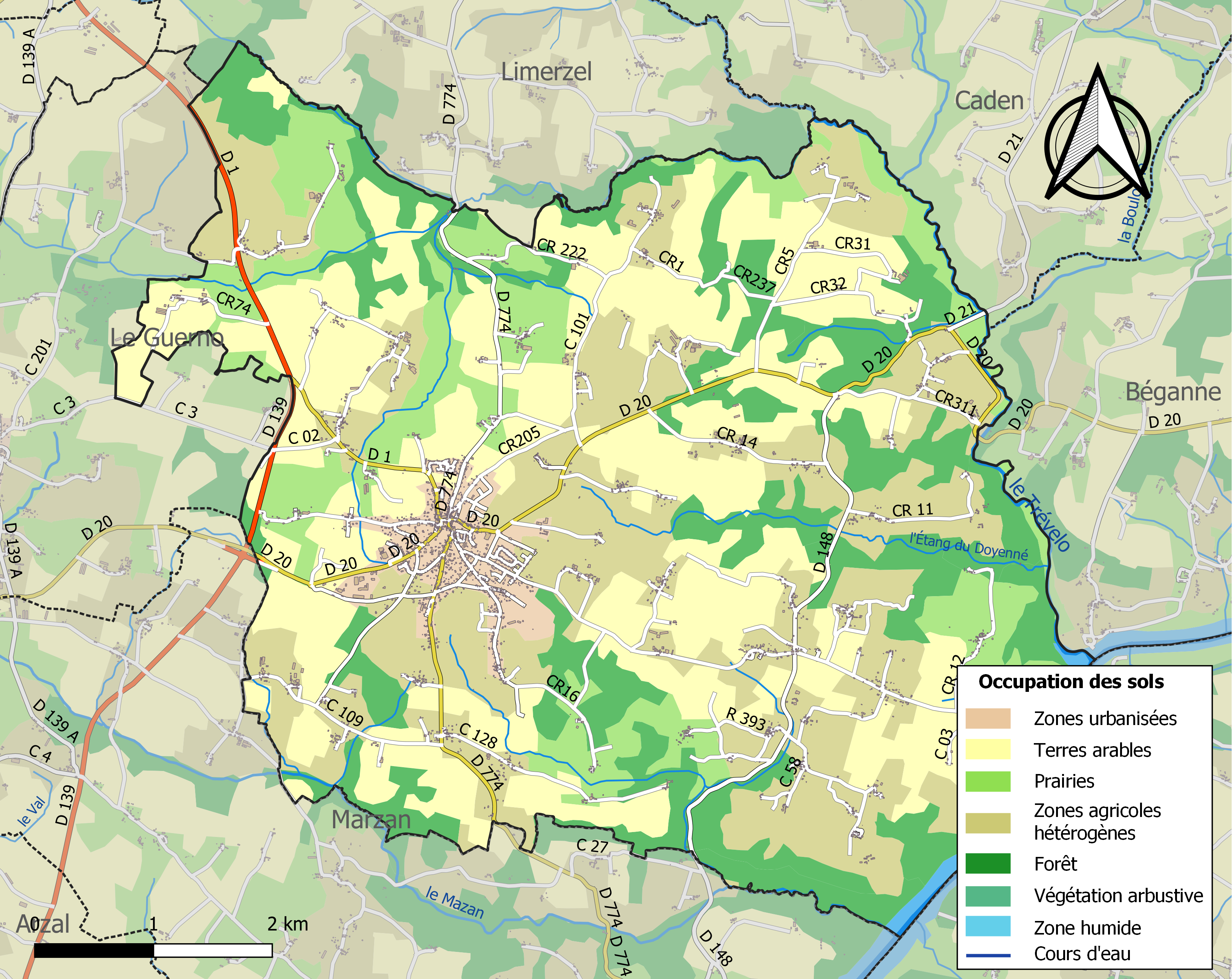
Carte des infrastructures et de l'occupation des sols de la commune en 2018 (CLC).

## Histoire
Plusieurs découvertes témoignent d'une occupation à l'époque laténienne et gallo-romaine. Un oppidum gaulois, près du village du Château, était relié au bourg actuel par une voie, passant à proximité de Kervidais, où ont été retrouvées des meules, et par Kermoué où les vestiges sont nombreux. Un peu au nord de cet axe, les fondations d'une construction avec hypocauste existaient au XIXe siècle. Une autre voie traversait le bourg et reliait Limerzel au château de l'Isle en Marzan.
Cette ancienne paroisse primitive  englobait, semble-t-il, le territoire de Limerzel. Jusqu'en 1790, elle a été le siège de l'un des neuf doyennés de l'évêché de Vannes qui regroupait quinze paroisses, puis seize avec le rattachement de Molac au XVIe siècle. Jusqu'au XVIIe siècle, au moins, elle abrite aussi une léproserie, appelée la Corderie, lieu d'habitation des lépreux, placé directement sous la dépendance de l'évêque de Vannes.
Depuis le XIIIe siècle, Péaule appartient à la seigneurie de Rochefort. Cependant, y sont enclavés plusieurs fiefs importants qui relèvent directement du duc de Bretagne, puis du roi. Péaule dépend, en 1677, du fief de René Eustache de Lys. De 1790 à 1801, Péaule devient chef-lieu de canton avec Noyal, Marzan et Le Guerno comme dépendances. Après le débarquement manqué d'émigrés à Quiberon en juillet 1795, 22 chouans originaires de la paroisse de Péaule sont exécutés.

## Politique et administration
| Période                                  | Période                  | Identité                         | Étiquette | Qualité                                                                                   |
| ---------------------------------------- | ------------------------ | -------------------------------- | --------- | ----------------------------------------------------------------------------------------- |
| Les données manquantes sont à compléter. |                          |                                  |           |                                                                                           |
| ~1947                                    |                          | M. Blino                         |           |                                                                                           |
| 10 mai 1953                              | juin 1956                | Pierre Seignard                  |           |                                                                                           |
| juin 1956                                | octobre 1973 (démission) | Pierre Penuizic                  |           | Retraité, ancien combattant                                                               |
| octobre 1973                             | mars 1983                | Henri Deux                       |           | Réélu en 1977                                                                             |
| mars 1983                                | mars 1999 (décès)        | Joseph Deux (frère du précédent) | SE        | Retraité de la Marine Réélu en 1989 et 1995                                               |
| mai 1999                                 | mars 2001                | Martine Jéhanno                  |           |                                                                                           |
| mars 2001                                | 14 mars 2008             | Gilbert Magrez                   | DVD       | Chargé de formation                                                                       |
| 14 mars 2008                             | 27 mai 2020              | Christian Droual                 | DVG       | Enseignant spécialisé retraité Réélu en 2014                                              |
| 27 mai 2020                              | En cours                 | Jean-François Bréger             | DVG       | Cadre expert-comptable, ancien 1er adjoint 3e vice-président d'Arc Sud Bretagne (2020 → ) |

## Démographie
L'évolution du nombre d'habitants est connue à travers les recensements de la population effectués dans la commune depuis 1793. Pour les communes de moins de 10 000 habitants, une enquête de recensement portant sur toute la population est réalisée tous les cinq ans, les populations de référence des années intermédiaires étant quant à elles estimées par interpolation ou extrapolation. Pour la commune, le premier recensement exhaustif entrant dans le cadre du nouveau dispositif a été réalisé en 2007.

En 2022, la commune comptait 2 856 habitants, en évolution de +7,73 % par rapport à 2016 (Morbihan : +3,82 %, France hors Mayotte : +2,11 %).
| 1793  | 1800  | 1806  | 1821  | 1831  | 1836  | 1841  | 1846  | 1851  |
| ----- | ----- | ----- | ----- | ----- | ----- | ----- | ----- | ----- |
| 2 240 | 4 000 | 2 330 | 2 287 | 2 277 | 2 329 | 2 242 | 2 453 | 2 463 |

| 1856  | 1861  | 1866  | 1872  | 1876  | 1881  | 1886  | 1891  | 1896  |
| ----- | ----- | ----- | ----- | ----- | ----- | ----- | ----- | ----- |
| 2 333 | 2 300 | 2 400 | 2 488 | 2 485 | 2 488 | 2 483 | 2 453 | 2 480 |

| 1901  | 1906  | 1911  | 1921  | 1926  | 1931  | 1936  | 1946  | 1954  |
| ----- | ----- | ----- | ----- | ----- | ----- | ----- | ----- | ----- |
| 2 447 | 2 475 | 2 457 | 2 300 | 2 325 | 2 257 | 2 247 | 2 246 | 2 092 |

| 1962  | 1968  | 1975  | 1982  | 1990  | 1999  | 2006  | 2007  | 2012  |
| ----- | ----- | ----- | ----- | ----- | ----- | ----- | ----- | ----- |
| 2 034 | 1 943 | 1 917 | 2 138 | 2 188 | 2 206 | 2 426 | 2 458 | 2 503 |

| 2017  | 2022  | - | - | - | - | - | - | - |
| ----- | ----- | - | - | - | - | - | - | - |
| 2 682 | 2 856 | - | - | - | - | - | - | - |

## Économie
- Carrière de pierre Men Arvor.

## Culture et patrimoine

### Lieux et monuments
- L'église Saint-Gaudence ou Saint-Gaudens (XVIe siècle puis XIXe au XXe siècles), reconstruite par l'architecte Joseph Caubert en 1905 et consacrée par l’évêque de Vannes Alcime-Armand-Pierre-Henri Gouraud en 1906. Le clocher, commencé avant la Première Guerre mondiale, est achevé en 1919.
- La chapelle Saint-Cornély (construite en 1872 avec les pierres de la chapelle Saint-Yves maudite[b], inaugurée le 16 septembre 1873), réédifiée par l'abbé Briand, doyen de la paroisse de Péaule.
- La chapelle Saint-André, reconstruite au début du XIXe siècle près du pont de l'Etier.
- La chapelle Saint-Michel (1860)
- L'ancienne chapelle Saint-Leufroy.
- L'ancienne chapelle Saint-Jean-Baptiste, édifiée au XVe siècle
- La croix de Bellon (XVIe siècle)
- La croix située au lieu-dit le Temple.
- Le calvaire (XXe siècle) situé au carrefour des routes de Marzan et de Villeneuve.
- Le château de Fescal (1760). L'abbé Berto y installa un orphelinat de 1939 jusqu'à la fin des années 1950 avant de pouvoir acheter la propriété de Pont-Callec en Cornouaille morbihannaise. Cette œuvre a donné naissance aux Dominicaines du Saint-Esprit.
- Le Vieux Doyenné (XVe au XVIe siècles). Cet édifice sert de presbytère jusqu’en 1912. La cheminée, avec inscription de 1534, est inscrite aux monuments historiques par arrêté du 25 septembre 1928. Les façades et toitures de l'ensemble des bâtiments, y compris la porte Nord de l'enceinte et le colombier sont inscrites par arrêté du 27 septembre 1965[36] (propriété privée, ne se visite pas).
- Le manoir de la Salle, situé dans un parc boisé sur la rive droite du Trévelo, près du lieu-dit le Poteau. Propriété du vicomte Guy de Mentque.
- Le manoir de la Cour de Couéguel, situé route de Questembert.

Le Vieux Doyenné
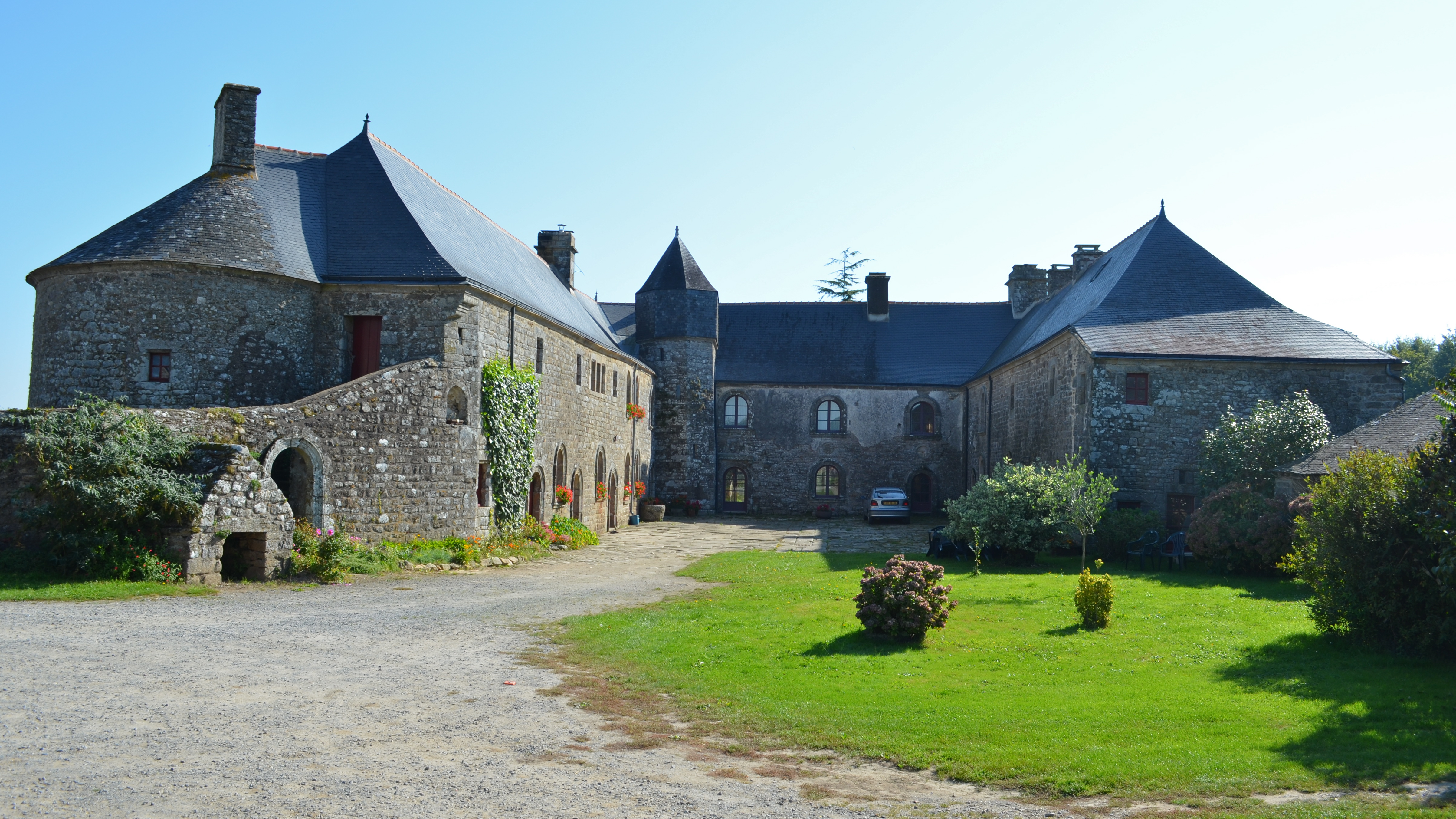
Vue d'ensemble.
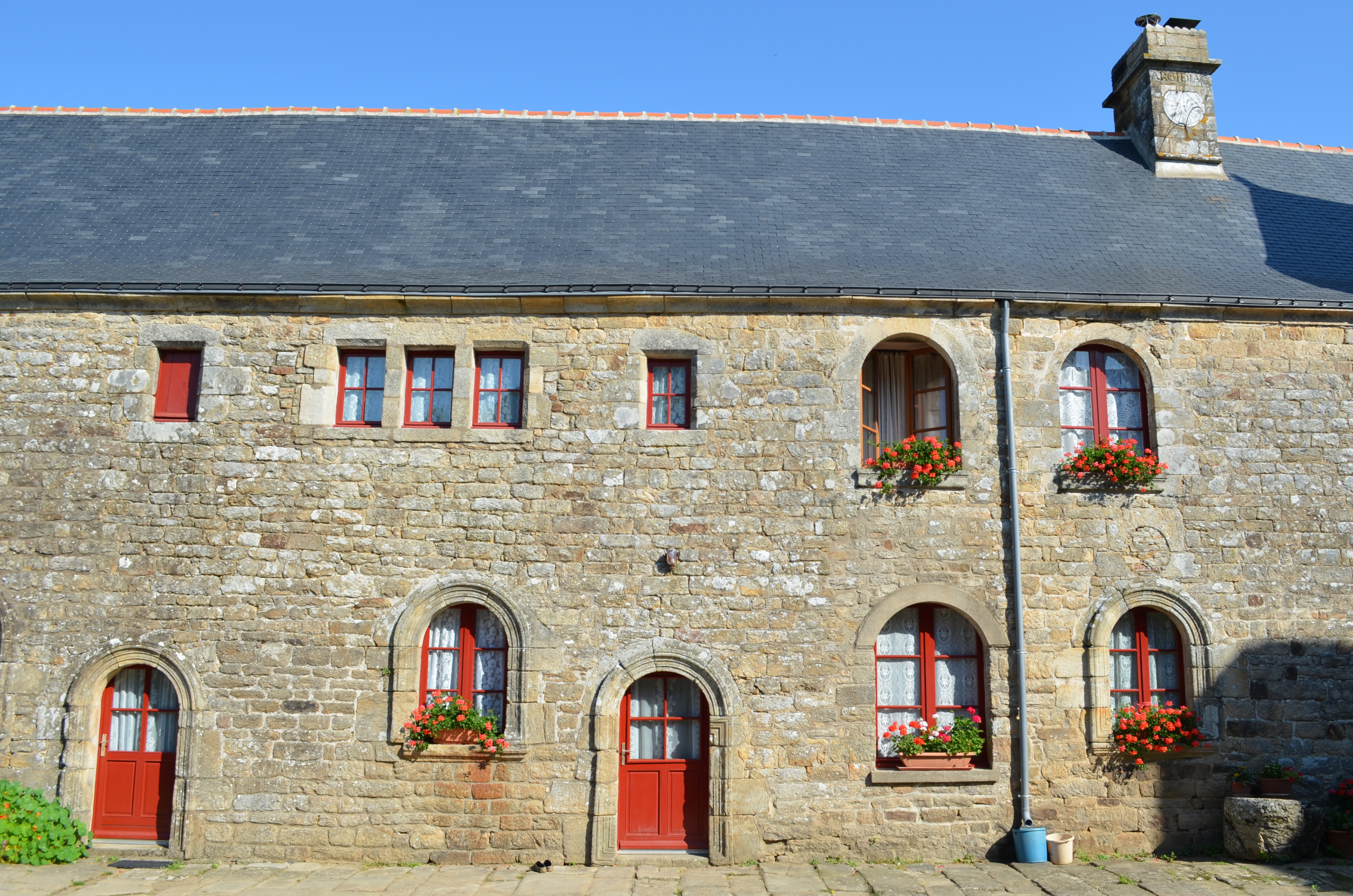
Façade sur cour.
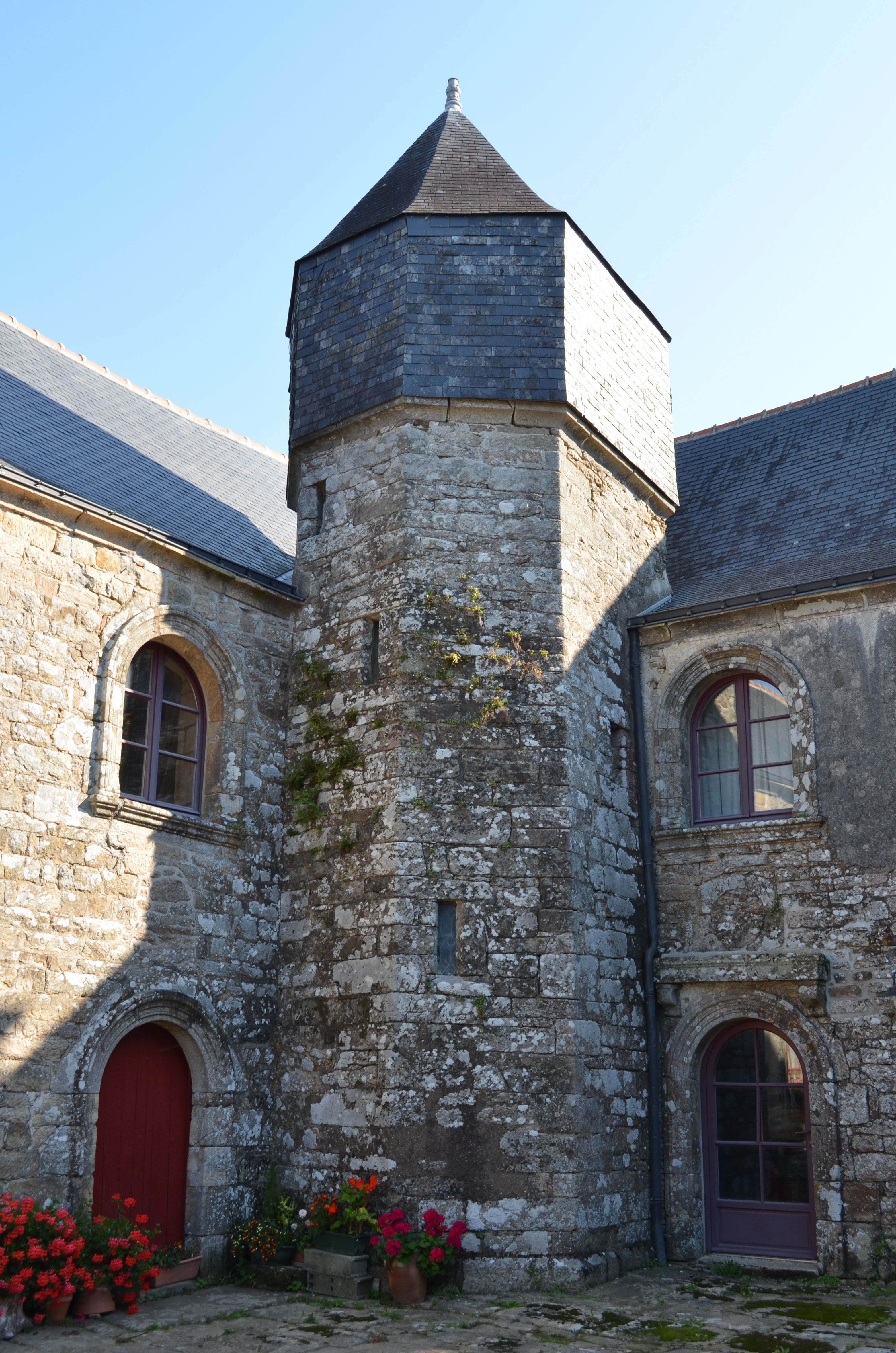
Tour d'angle.
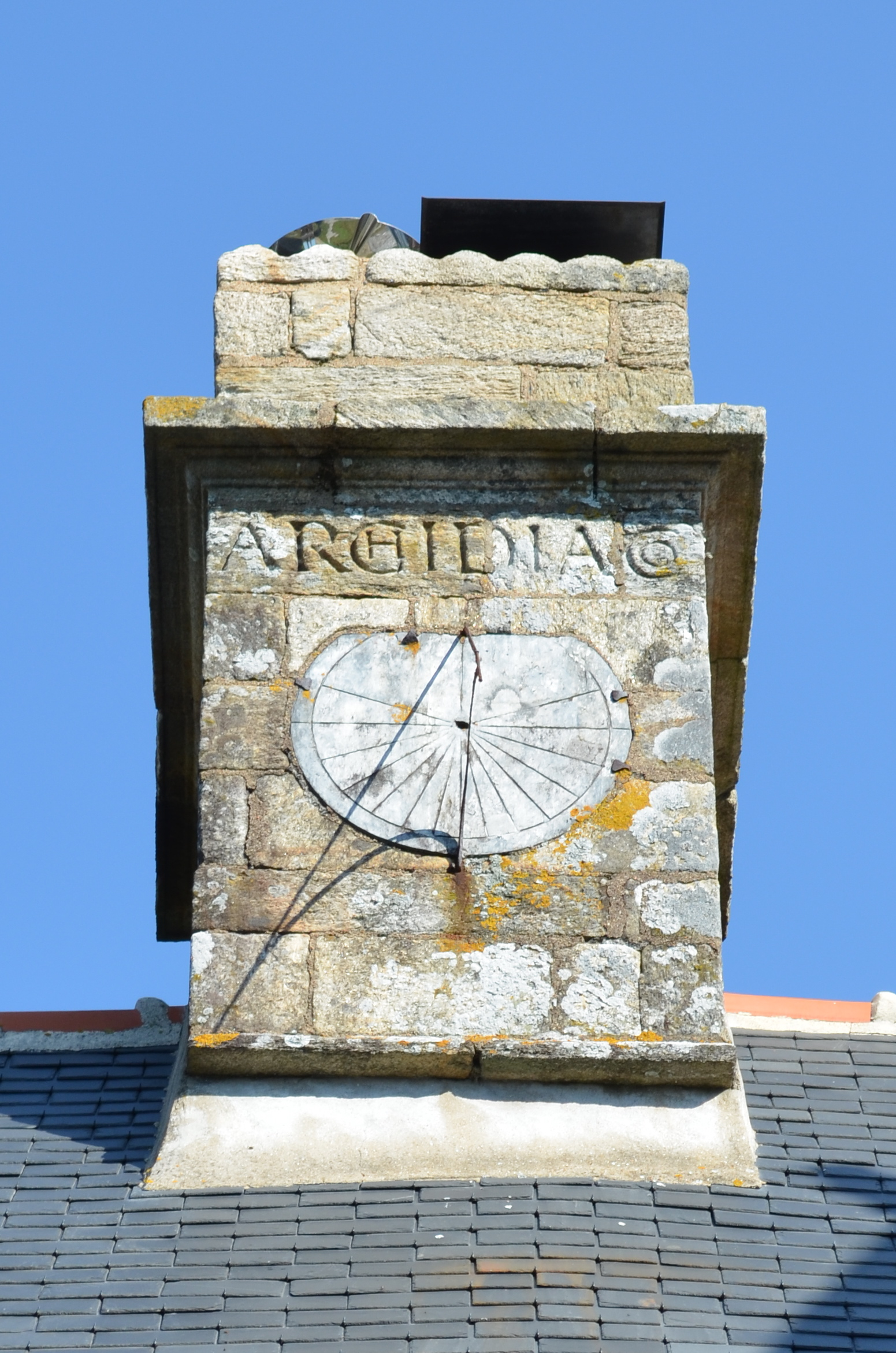
Cheminée.

- Le manoir de Bellon (XVIe-XVIIe siècle), propriété de la famille Commelin (au XVIe siècle).
- La fontaine Saint-André, dédiée à sainte Barbe.
- La tombe de Carapibo (XVIIe siècle).
- La maison de prêtre de Kerubeau (1623). Sur le linteau de la "bouline" on lit : "fait faire par Yves Martin prêtre". À l'étage riche lucarne sculptée Renaissance aux deux chérubins.
- Les moulins à eau de Coëtguel, de Tilhouet, de Lescuit et le moulin à vent de Poulhos.

À signaler aussi :
- Le camp romain situé au village du Château.
- Le four à pain de Belon (1902).
- La forge de Poulho.

## Personnalités liées à la commune
- Julien Guégan, prêtre catholique et homme politique, né le 17 décembre 1746 à Péaule et mort le 15 mars 1794 à Osma.